# Aposerphites angustus
Aposerphites angustus is een vliesvleugelig insect uit de familie Serphitidae. De wetenschappelijke naam is voor het eerst geldig gepubliceerd in 2012 door Ortega-Blanco, Delclòs, Peñalver & Engel.